# Meretseger (mitologija)
Meretseger je mjesto u Egiptu, planina oblika piramide. Njezino ime znači "ona koja voli tišinu", a to je bilo i ime jedne kraljice. Također, zaštitnica Doline kraljeva je božica-kobra Meretseger.
Meretseger je piramidalna planina ispod koje su se ukopavali faraoni, vjerojatno zbog oblika planine. Božica Meretseger je u početku bila personifikacija pustinje, pa je predstavljena s glavom kobre. U Tekstovima piramida spominje se da je njezin dom planina Meretseger. Pomagala joj je Hathor. Obje su štitile radnike koji su gradili i oslikavali grobnice. Ako bi netko krivo radio, Meretseger bi ga kaznila tako što bi poslala pustinjske kobre te su, zbog božice i piramidalne planine, faraoni su izabrali ovo mjesto.